# Eriogonum desertorum
Eriogonum desertorum là một loài thực vật có hoa trong họ Rau răm. Loài này được (Maguire) R.J.Davis mô tả khoa học đầu tiên năm 1952.